# Paeonia mascula
Paeonia mascula (L.) Mill., frequentemente referido pelo sinónimo taxonómico Paeonia corallina, é uma espécie de peónia com distribuição natural nas regiões de clima temperado seco da Eurásia e do Norte de África, desde o sueste da Península Ibérica e o norte de Marrocos até à China, passando pela Itália e Península Balcânica, o Médio Oriente e as margens do Mar Negro. A espécie está naturalizada em várias regiões de clima temperado, sendo muito apreciada para fins ornamentais.

## Descrição
P. mascula é uma planta herbácea, perene, com 0,5-1,5 m de altura, com folhas divididas em trêssegmentos e grandes flores de cor vermelha. Floresce no fim da primavera e durante o verão.
Apesar de ter uma ampla distribuição natural, a espécie ocorre em pequenas populações, muito dispersas, o que a coloca em risco no seu ambiente natural, em especial devido à procura por colectores que a recolhem e comercializam. Existe um comércio significativo de espécimes recolhidos na Turquia.
A espécie prefere solos ligeiros (arenosos), embora possa ocorrer em solos argilosos, ácidos a neutrais, ocorrendo em habitats semi-umbrosos. Tolera bem a secura.
As sementes da planta, secas e pulverizadas, eram utilizadas para tratar resfriamentos e dores de garganta. Existe a crença que a planta não gosta de ser movida ou tocada, punindo aqueles que a tentam transplantar com a recusa em florir durante muitos anos. Contudo, depois de estabelecida, floresce todos os anos durante décadas.
O nome peónia deriva de Péon, o médico dos deuses, que teria obtido a planta no Monte Olimpo por indicação de mãe de Apolo.

## Galeria

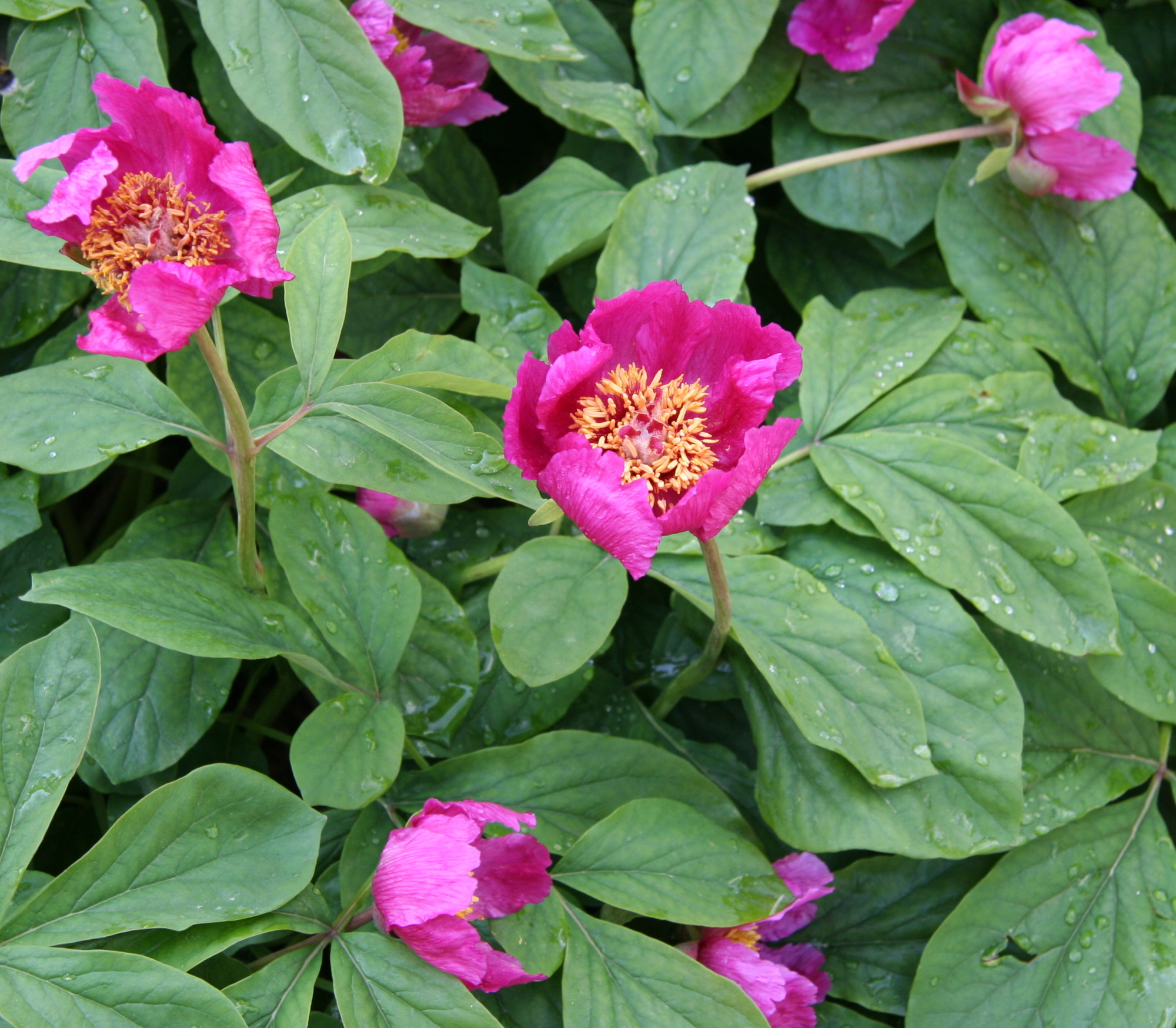
Flores de P. mascula.
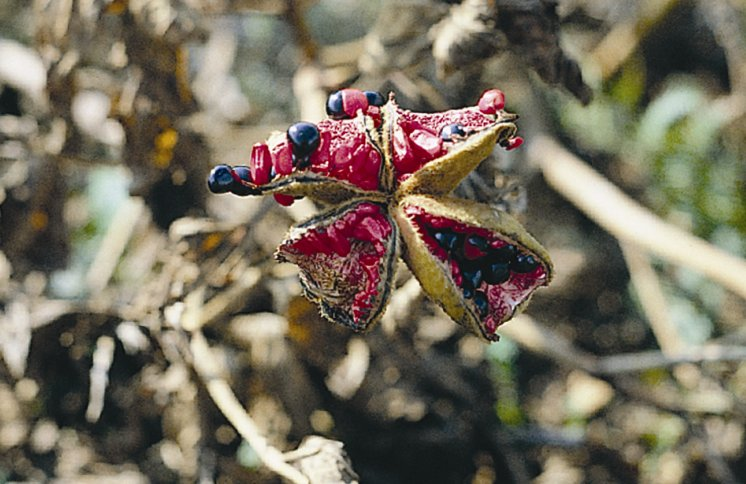
Frutificação de P. mascula.
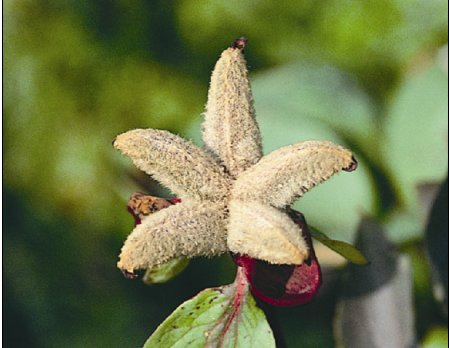
Frutos e sementes de P. mascula.
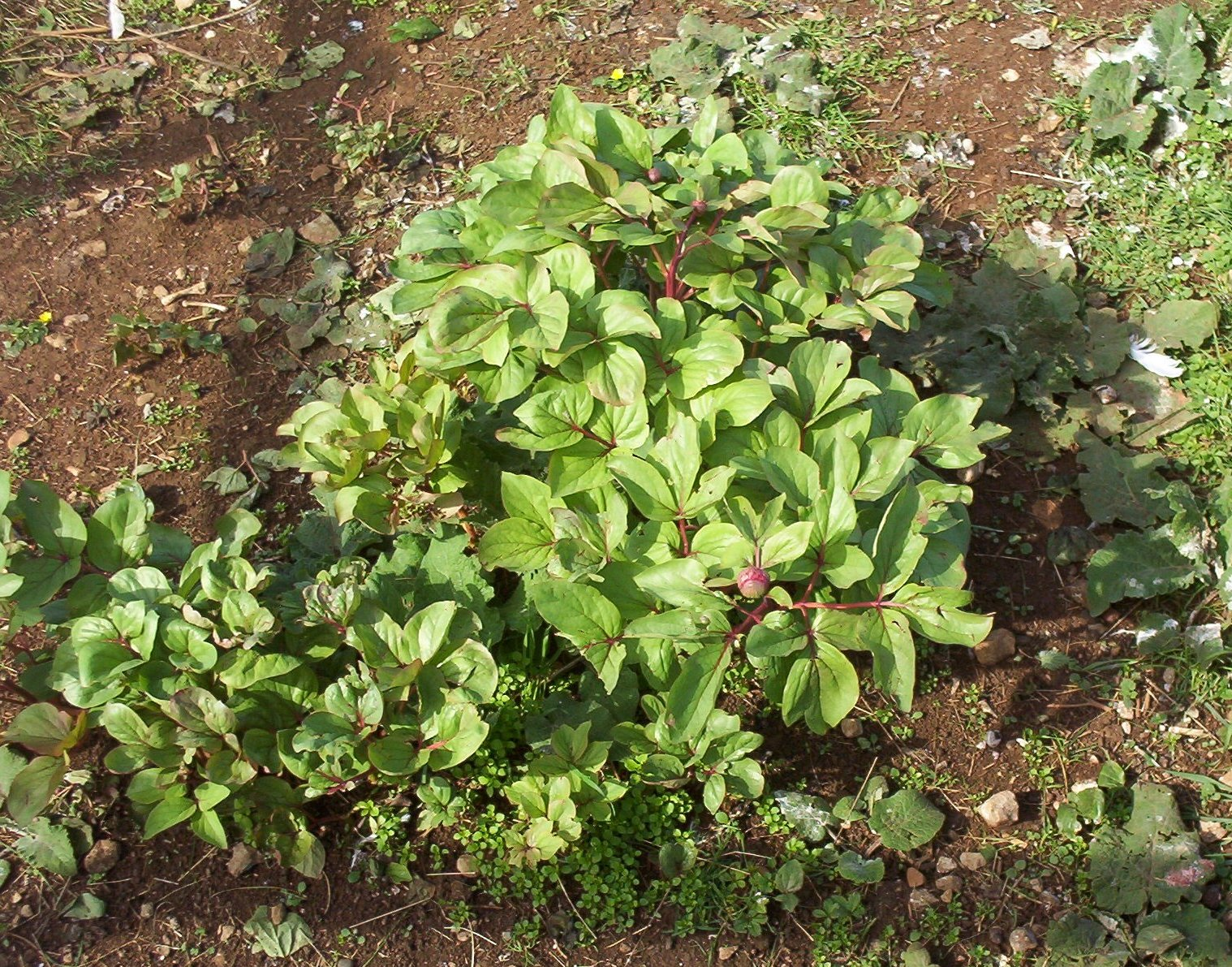
Inicio da rebentação de P. mascula na ilha de Flat Holm (início de Maio).